# Place Darcy
Pour les articles homonymes, voir Darcy.
La place Darcy est une place du XIXe siècle de type haussmannien aux portes du secteur sauvegardé de Dijon. Elle porte le nom de l'ingénieur hydraulicien dijonnais Henry Darcy (1803-1858).

## Situation et accès
La place Darcy se situe au cœur de la capitale bourguignonne. C'est ici que débute la rue de la Liberté qui se finit à la Place de la Libération. Cette place est connue pour la Porte Guillaume ainsi que ces bars et restaurants. 
La place étant située non loin de la gare SNCF de Dijon, elle est facilement accessible à pied. Elle est aussi assez proche de la place du théâtre, de la place de la République ainsi que de la cité de la gastronomie et du vin. 
La place est desservie par de nombreux transports en commun : 
les deux tramways dijonnais (T1,T2), trois bus à haute fréquence(L3, L5, L9), ainsi que plusieurs lignes de bus (B10, B12, B13, B18, R30). 
La place Darcy est un pôle multimodal, toute la métropole est accessible depuis le centre-ville. C'est également le cœur du réseau Divia.

## Historique
Au Moyen Âge et sous l'Ancien Régime, les remparts de Dijon passent au bord de cette place, où s'ouvre une des portes de l'enceinte, la porte Guillaume, qui est munie d'un système de défense : elle est encadrée de deux tours et précédée d'un pont-levis et d'un ouvrage avancé. La route de Paris, celle de Chalon-sur-Saône et celle de Langres arrivent à Dijon près de cette porte. Au-delà s'étend une vaste plateforme ou terrain vague.
Entre 1786 et 1788, l'architecte Jean-Philippe Maret reconstruit la porte Guillaume sous la forme d'un arc de triomphe auquel est donné le nom de porte Condé en hommage au prince de Condé et gouverneur de Bourgogne Louis V Joseph de Bourbon-Condé. Ce monument est rebaptisé arc de la Liberté sous la Révolution française, puis porte Guillaume au XIXe siècle.
Sous la Restauration, en mars et avril 1824, des prédicateurs viennent à Dijon prêcher une mission, qui se termine par l'édification à l'emplacement de l'actuel jardin Darcy d'une croix de mission, qui est enlevée après la révolution de 1830 et se trouve aujourd'hui dans le bras nord du transept de la cathédrale Saint-Bénigne.
En 1838, l'hydraulicien Henry Darcy amène l'eau courante à Dijon et contribue grandement au développement de la ville et à la santé de ses habitants. On construit en 1839 d'après ses plans, à l'emplacement de l'actuel jardin Darcy, un réservoir monumental d’eau potable de 2 400 m3, relié par un aqueduc souterrain de 12 km à la source du Rosoir de la haute vallée du Suzon. Celui-ci permet d'alimenter en eau courante les 29 000 habitants de Dijon. Au-dessus du réservoir est édifié en 1841 par l'architecte Émile Sagot le "monument des fontaines". L'esplanade située entre la porte Guillaume et le réservoir est baptisée en 1850 place du Château d'eau, avant de prendre son nom actuel de place Darcy en 1858 à la disparition d'Henry Darcy.
Une fontaine à vasques en fonte, provenant de Paris, est installée en 1850 sur la place. En 1878, la commune de Dijon la revend à la ville de Châtillon-sur-Seine qui l'installe sur la place Marmont.
En 1880, le jardin Darcy est réalisé en style néorenaissance sur le réservoir d'eau et autour de celui-ci par l'architecte Félix Vionnois (1841-1902). En 1886 est édifiée à peu près au centre de la place, sur un socle en pierre, une statue en bronze de François Rude qui sera envoyée à la fonte sous l'occupation allemande en 1942.
Dans les années 1880 et 1890, les maisons et les petits bâtiments qui bordaient la place sont remplacés par des immeubles de type haussmannien, à façade en pierre de taille et toiture d'ardoise, qui donnent à la place sa physionomie actuelle. L’hôtel de la Cloche, le plus luxueux de Dijon, est élevé de 1881 à 1884. L'un des derniers édifices à être bâti est le cinéma Darcy Palace, ouvert en 1914.
Avant la Première Guerre mondiale, la place Darcy est un pôle important des transports en commun de Dijon, avec le passage des tramways à vapeur interurbains des chemins de fer départementaux de la Côte-d'Or (dont on voit ici une des rames) et des tramways électriques de la compagnie des tramways électriques de Dijon.
En 1907, la ville de Dijon acquiert un exemplaire de la fontaine Jeunesse de Max Blondat et l'installe dans un petit square de la place Darcy, proche de la porte Guillaume.
Au début des années 1990, la partie centrale de la place est modifiée par le creusement d'un parking souterrain ouvert en 1992.
Au début des années 2010, la place est à nouveau transformée avec l'installation de stations du nouveau tramway et la piétonisation de la partie proche de la porte Guillaume.

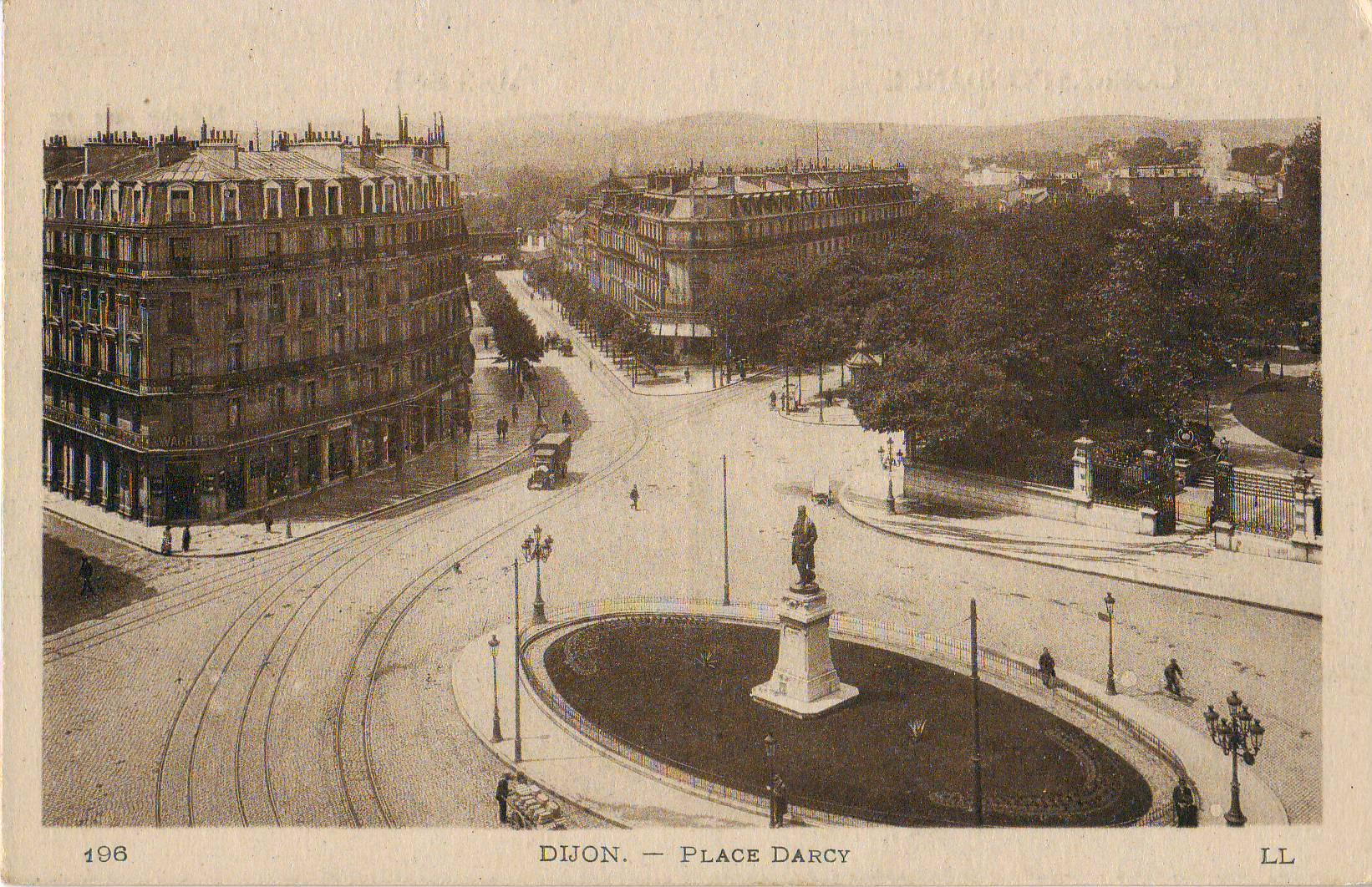
Place Darcy avant la Première Guerre mondiale.
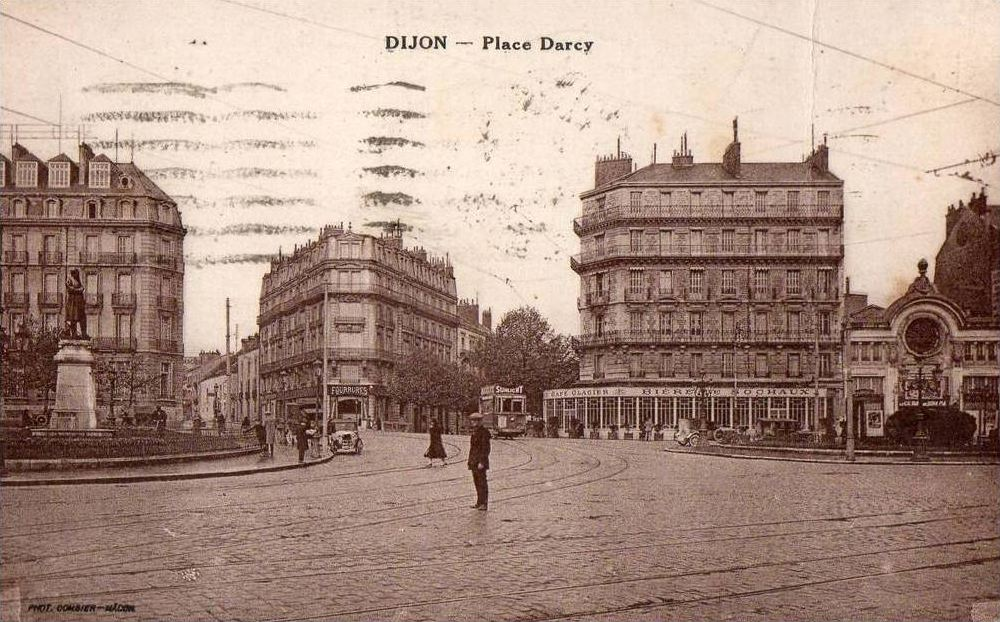
Place Darcy avant la Première Guerre mondiale.
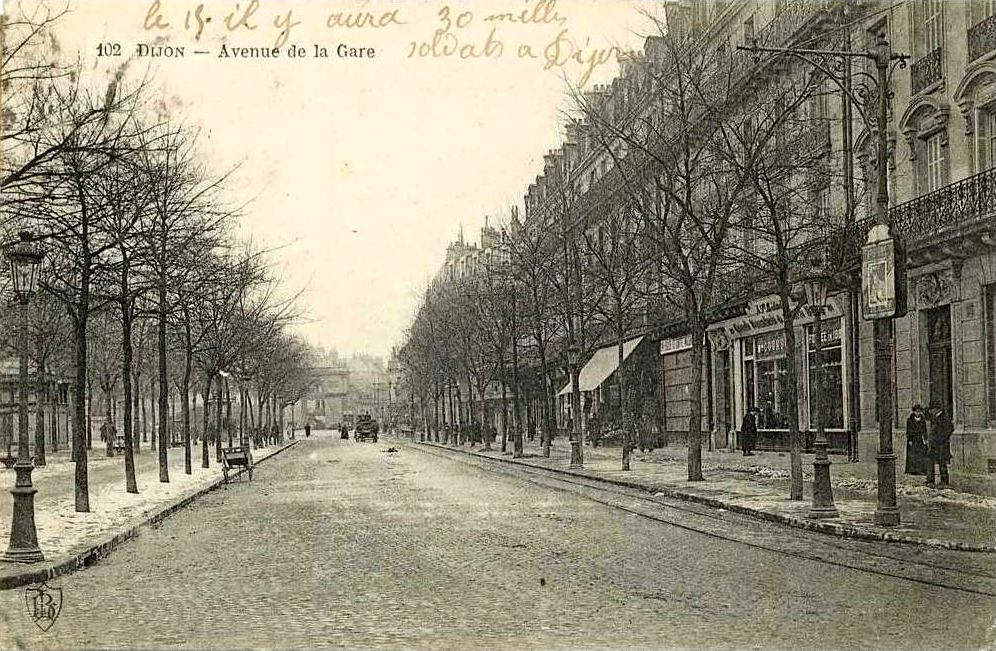
Place Darcy depuis l'avenue de la Gare.

## Bâtiments remarquables et lieux de mémoire

### Cinéma
Le film "La Seconde Vérité", avec Michèle Mercier et Robert Hossein, a été tourné en 1966 à Dijon dont plusieurs scènes place Darcy : à l'intérieur de l'ancien café Le Glacier, au jardin Darcy et sur la place elle-même.

### Manifestations et hommages
La place sert parfois de lieu de départ de manifestations, ou de lieu d'hommage. En particulier :
- Le 11 janvier 2015, une manifestation en réaction aux attentats de janvier 2015 en France, s'est tenue à Dijon. Le cortège, commencé place Darcy, a traversé le centre-ville pour arriver place du Président-Wilson. Cette manifestation a rassemblé de 35 000 à 50 000 personnes[3],[4].

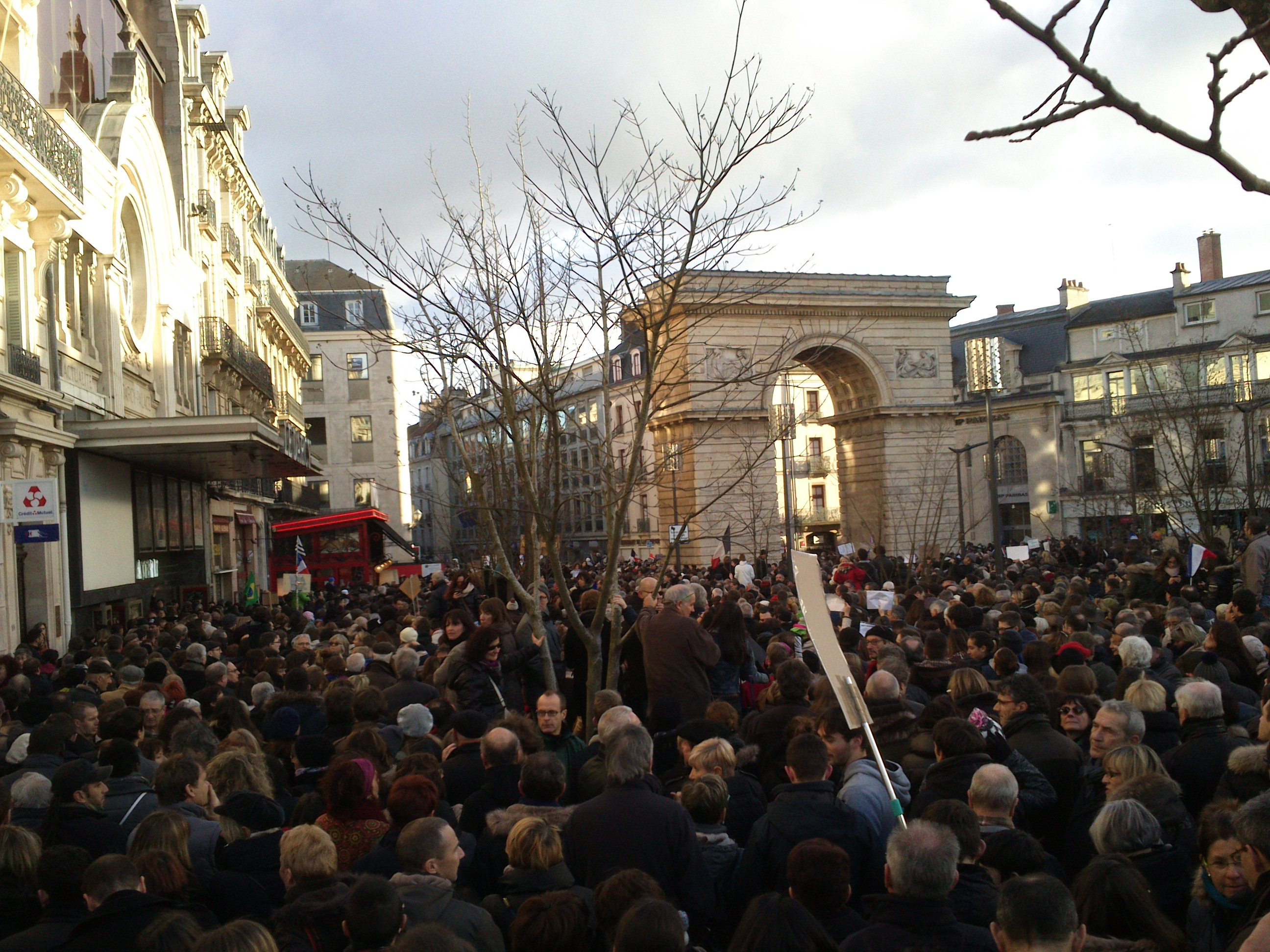
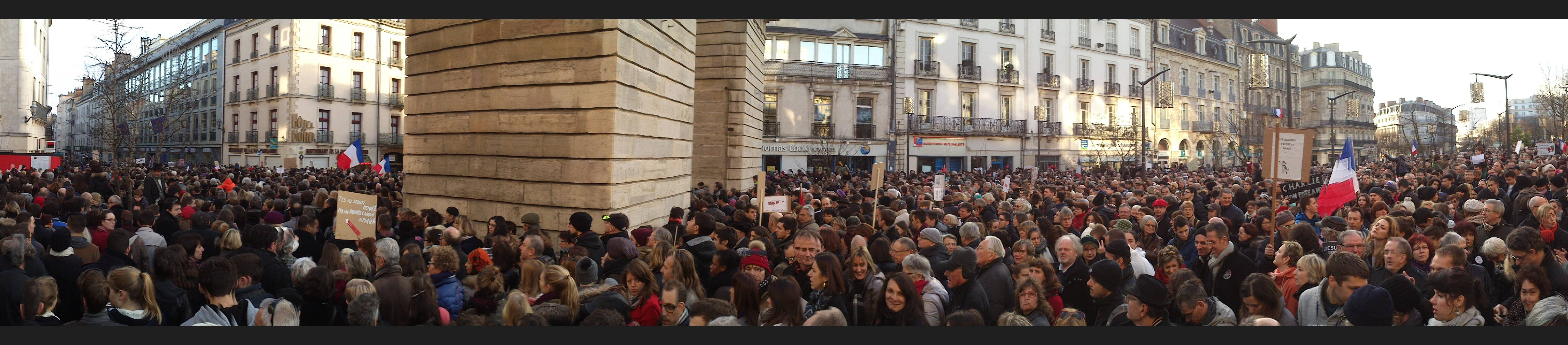

- Le 14 novembre 2015, à la suite des attentats du 13 novembre 2015 en France, un hommage aux victimes a été rendu rue des Godrans par des Dijonnais qui ont installé un petit mémorial[5], mais également par le Grand hôtel la Cloche, qui s'est illuminé aux couleurs du drapeau français : bleu, blanc, rouge, en signe de solidarité [6]. Le lendemain, un rassemblement s'est tenu à 14 h autour de la porte Guillaume, pour dénoncer le terrorisme islamiste et défendre les valeurs de la République. Une minute de silence a été respectée à 15h[7]. La mobilisation a rassemblé 500 personnes[8].

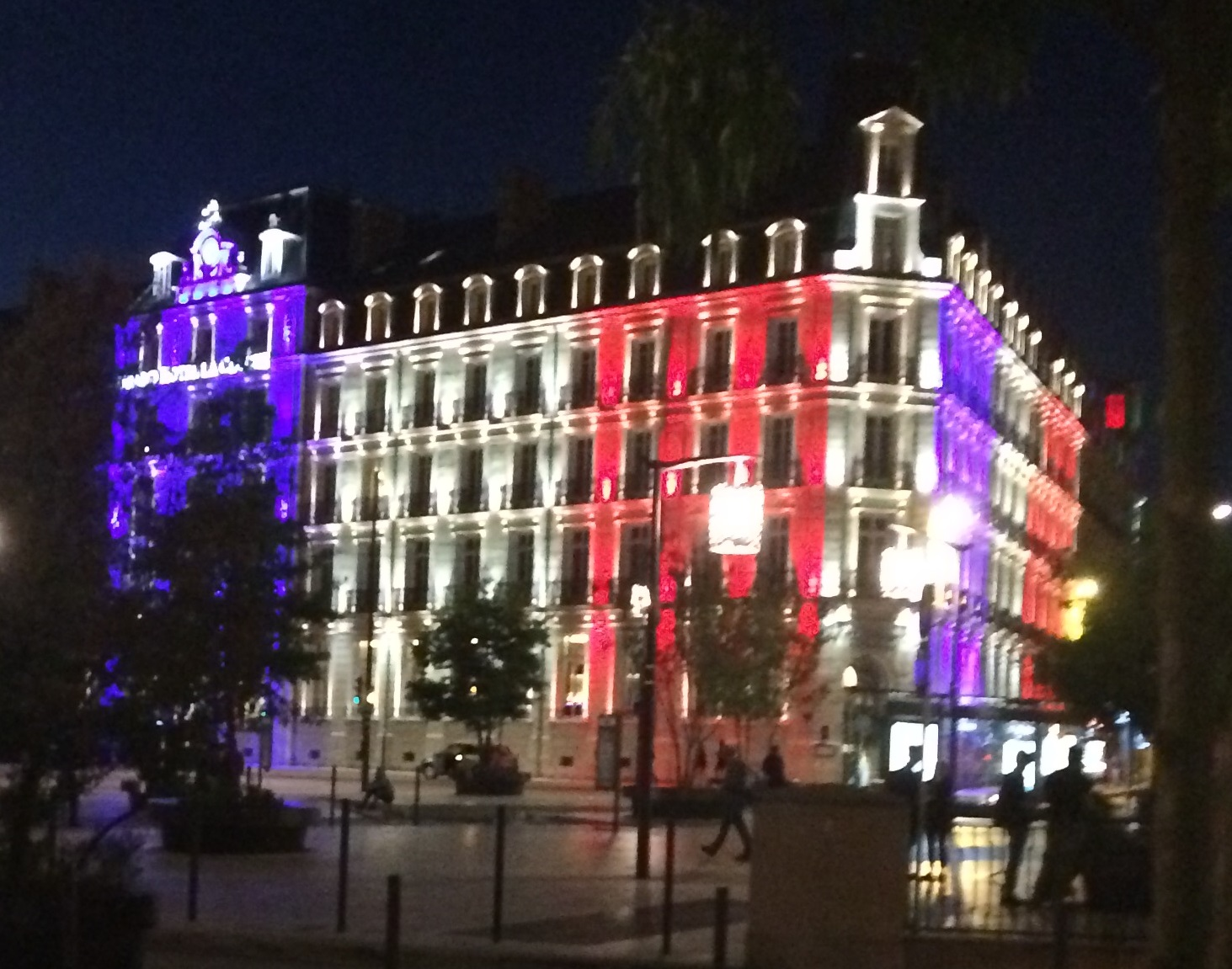
Le Grand hôtel la Cloche éclairé en tricolore en novembre 2015
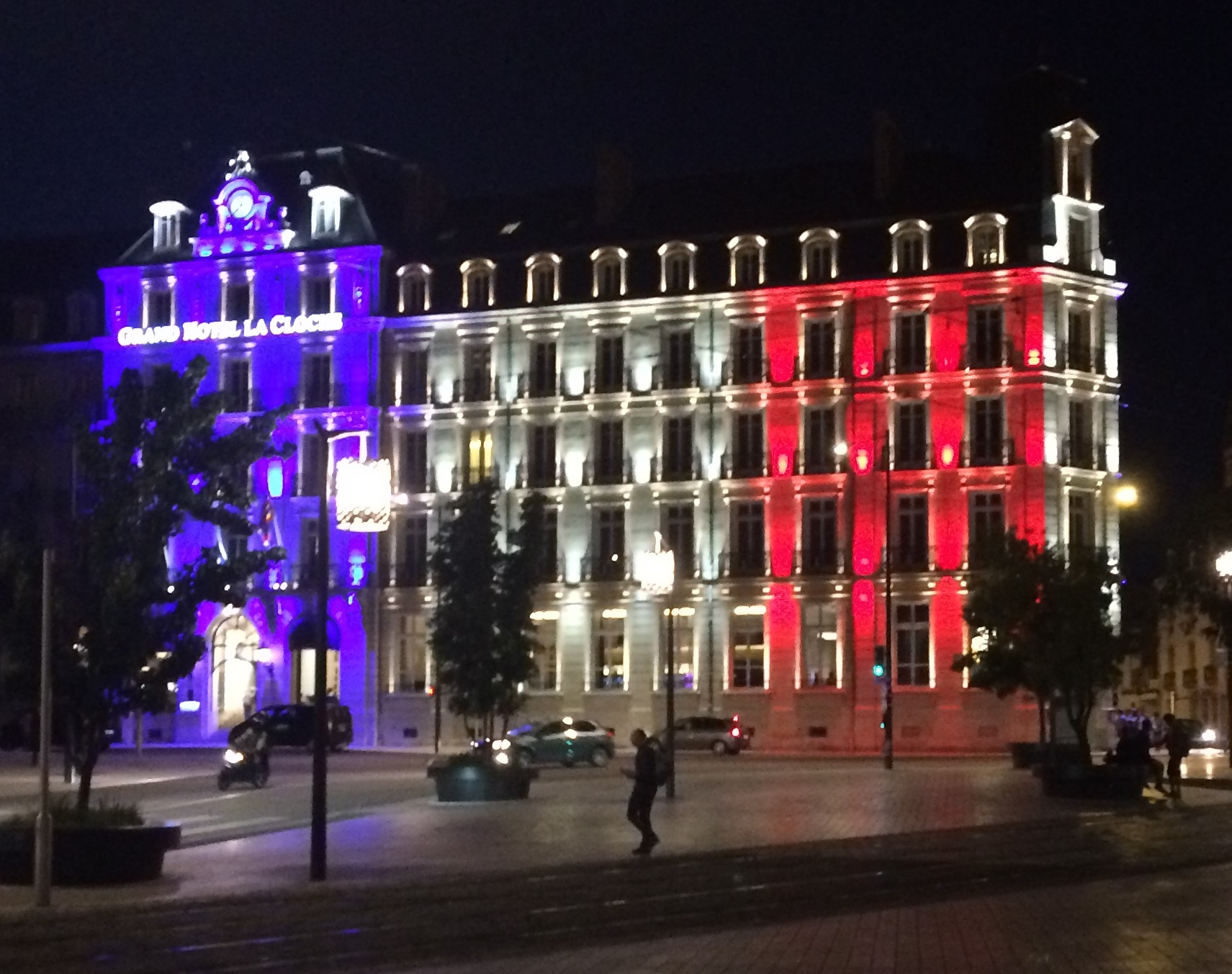

## Galerie

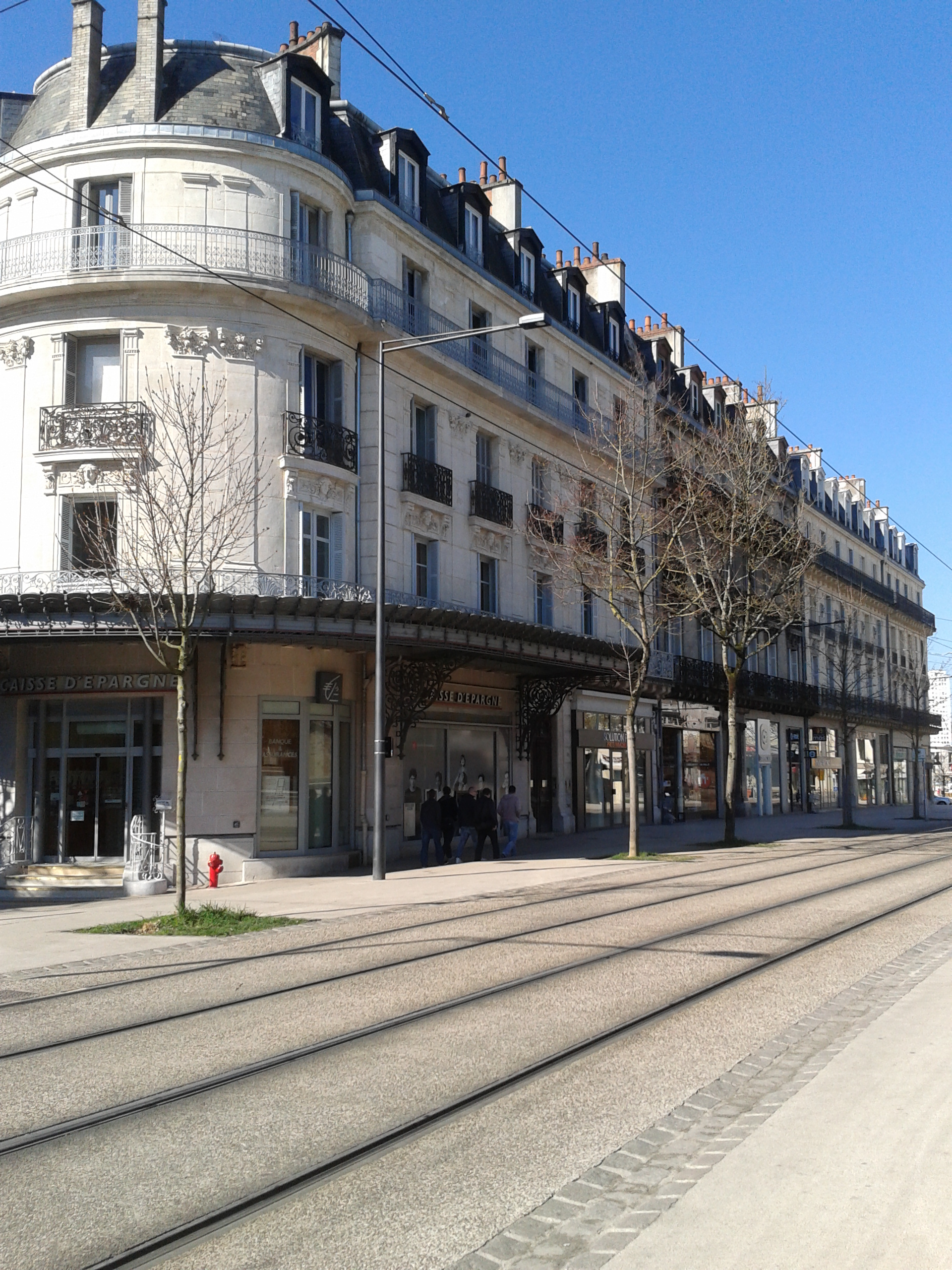
Îlot d'immeubles signés sur façade Abel Boudier en 1883.
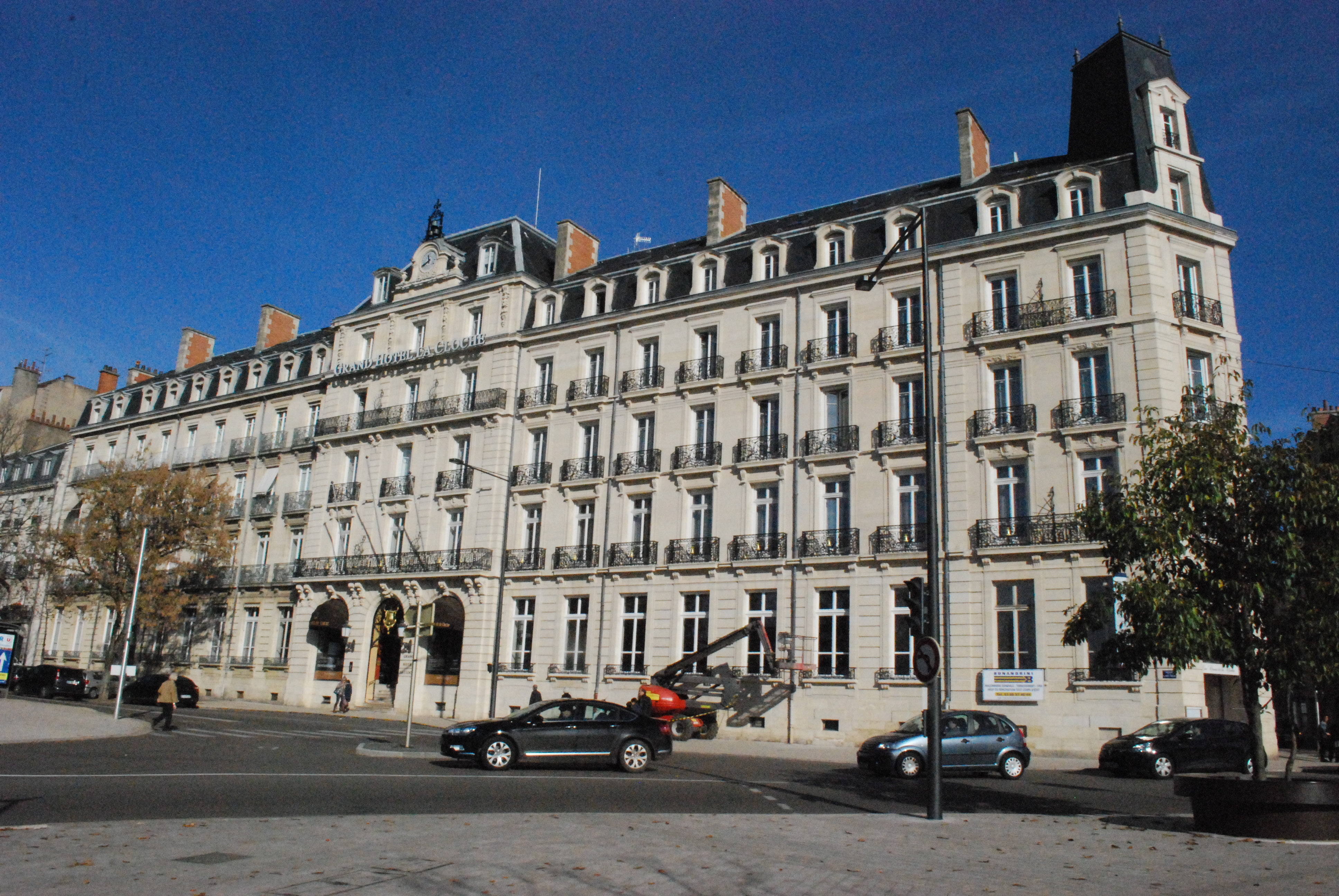
Le Grand hôtel la Cloche, œuvre de Louis Belin construite de 1881 à 1884[9].
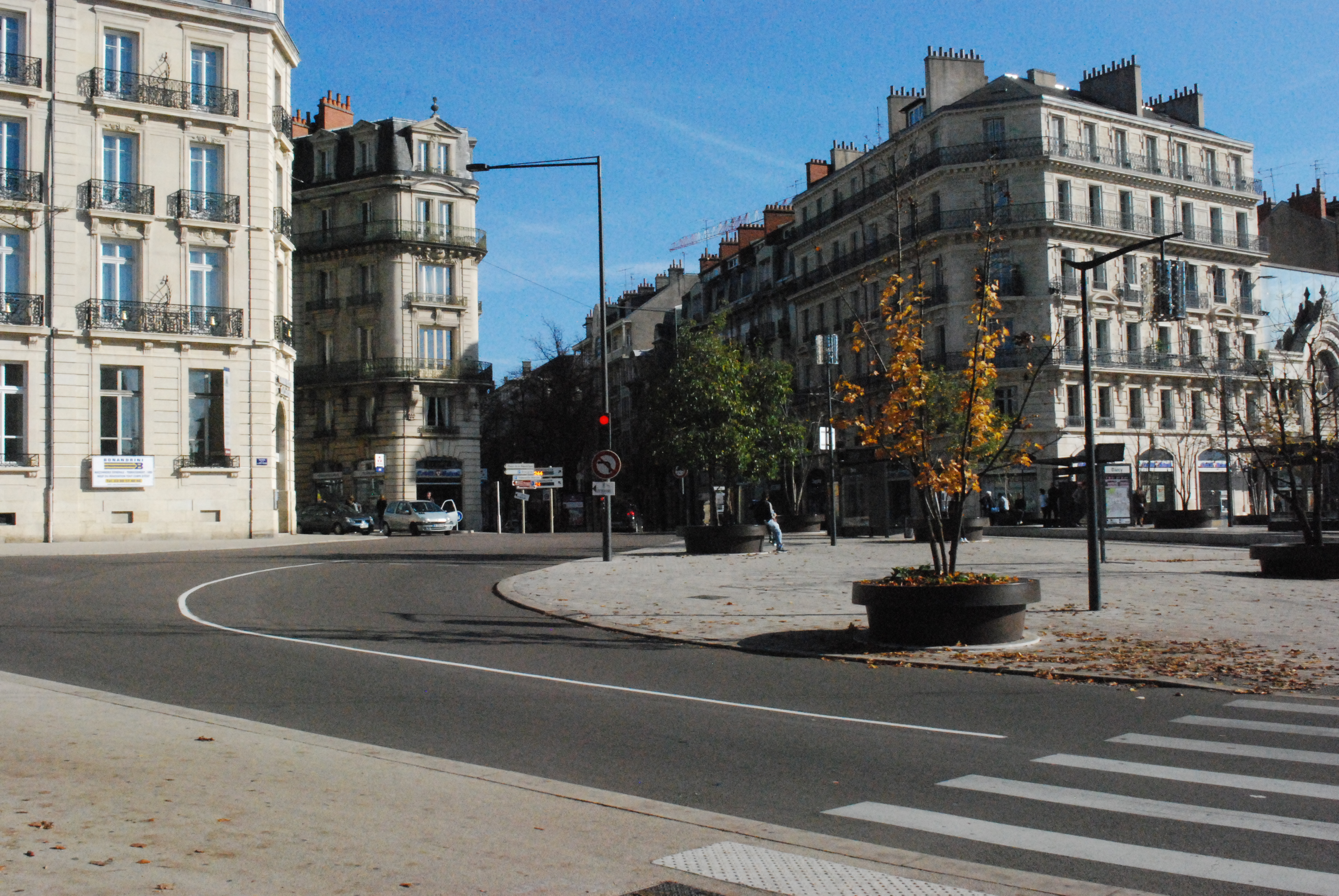
Début du boulevard de Brosses avec au centre un immeuble haussmannien construit en 1896 par Albert Leprince[10] pour Julien Poinssot
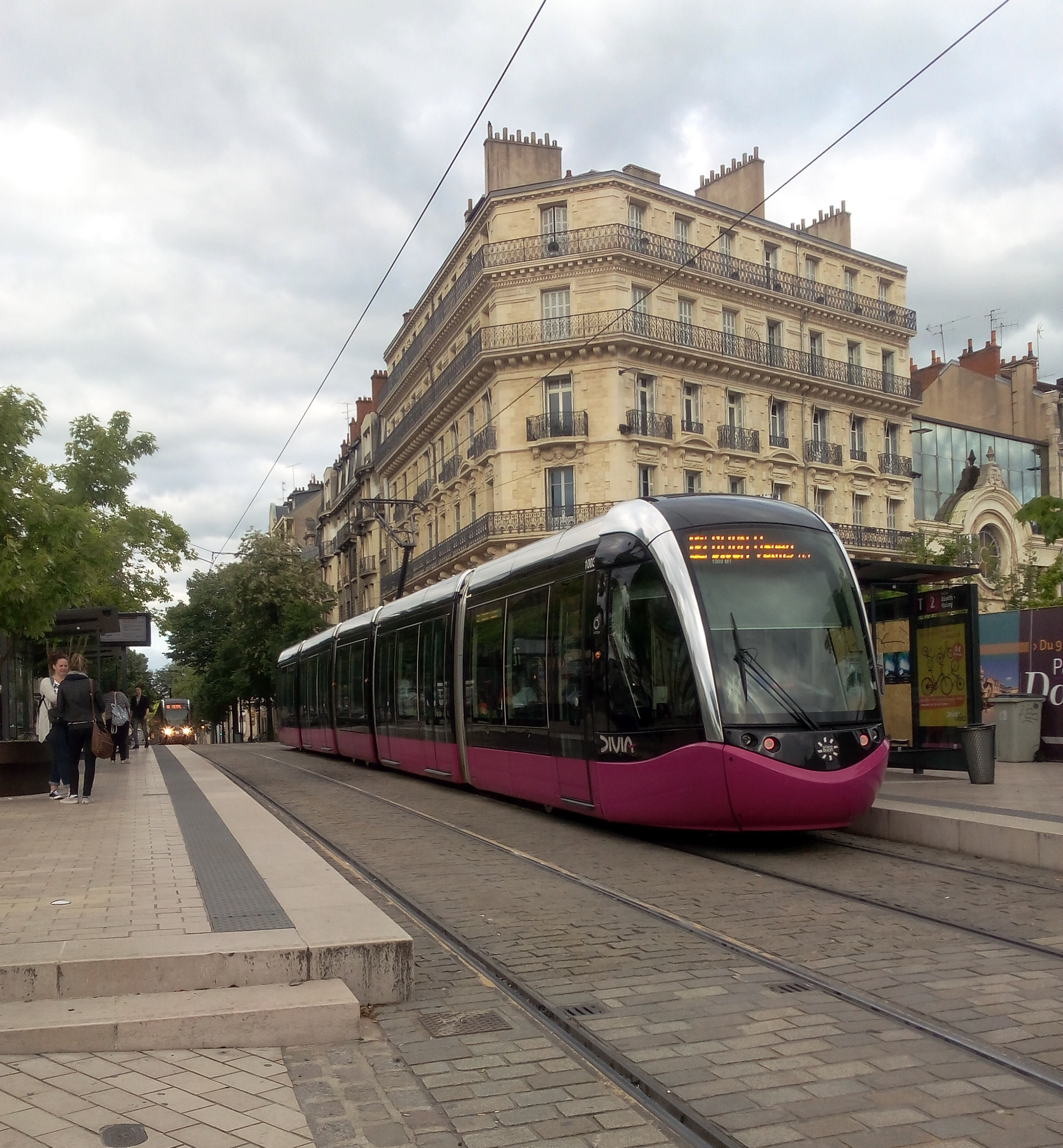
Le tramway de Dijon
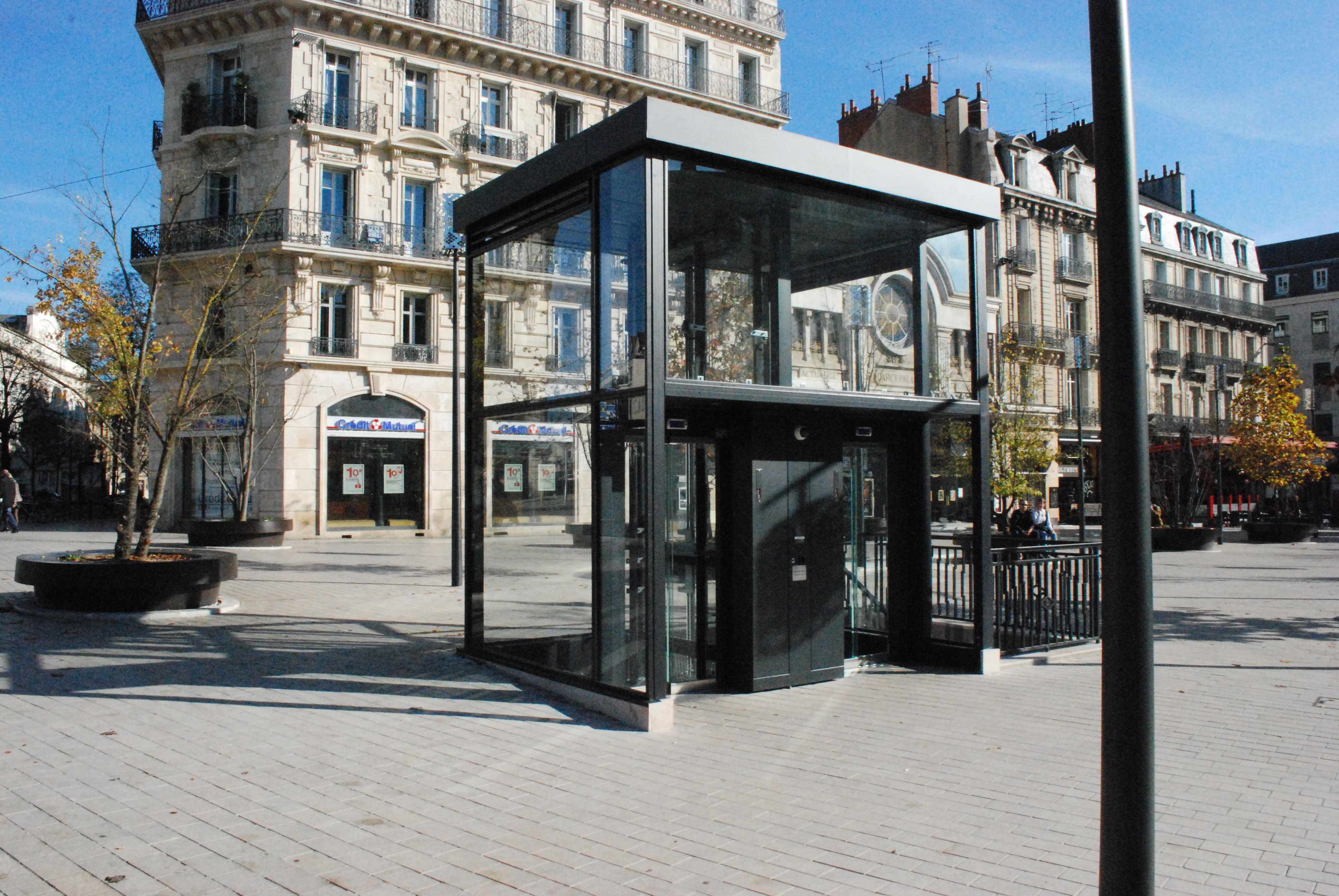
Entrée du parking Darcy
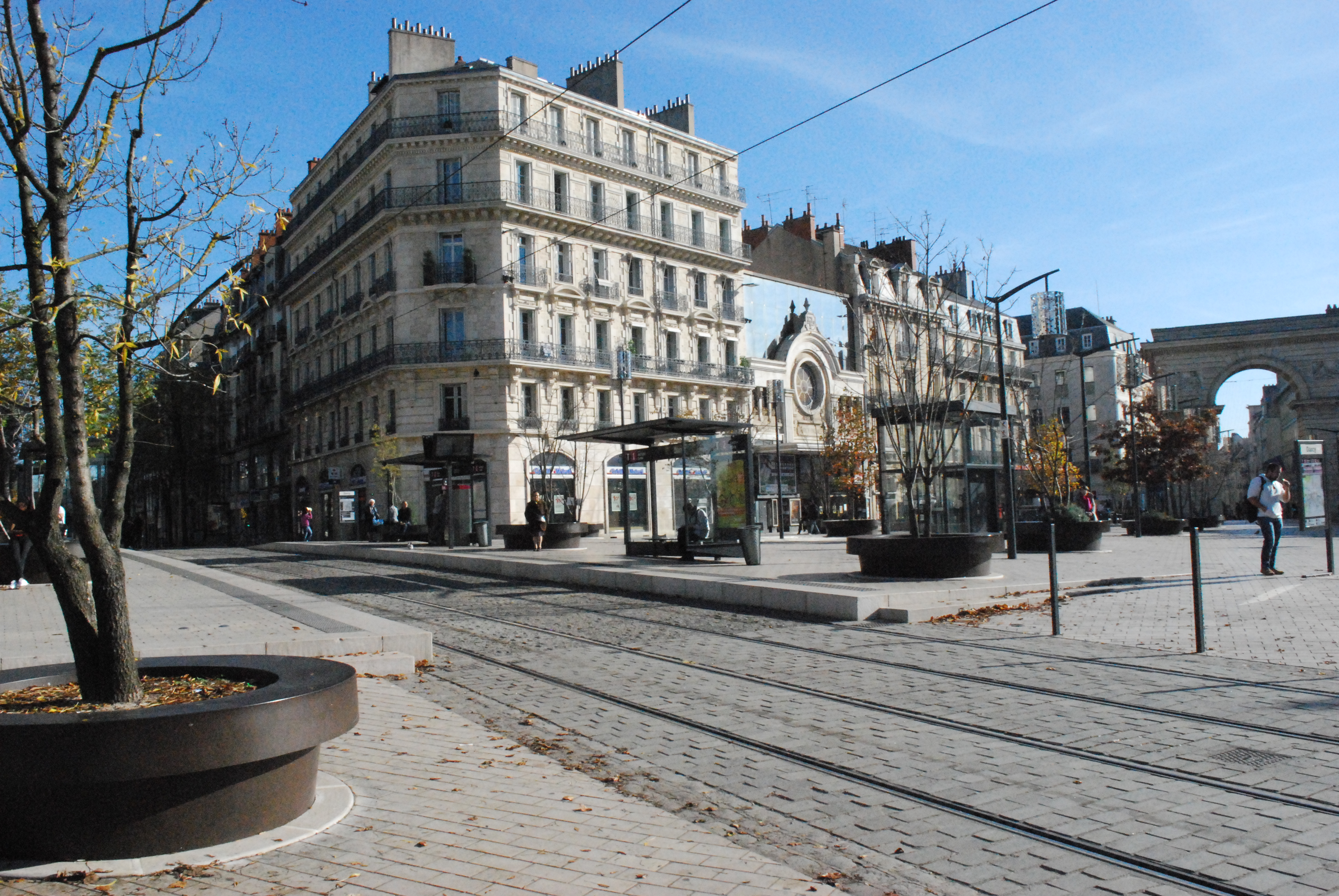
Immeuble haussmannien construit par Ardiot et Moncorget en 1895 et cinéma Le Darcy
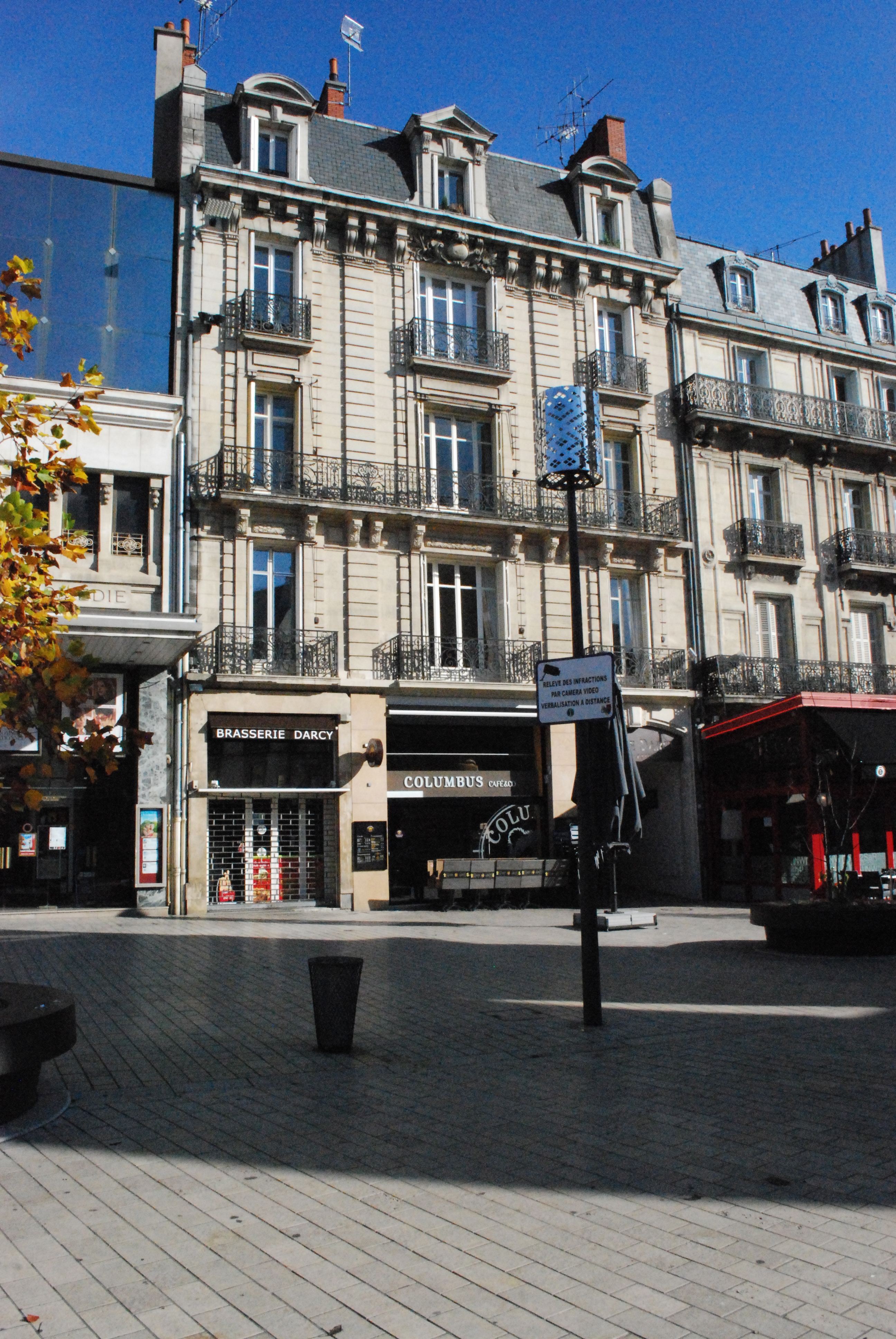
Immeuble au n°4, bâti pour Paul Hérard en 1897, abritant le Columbus Café & Co
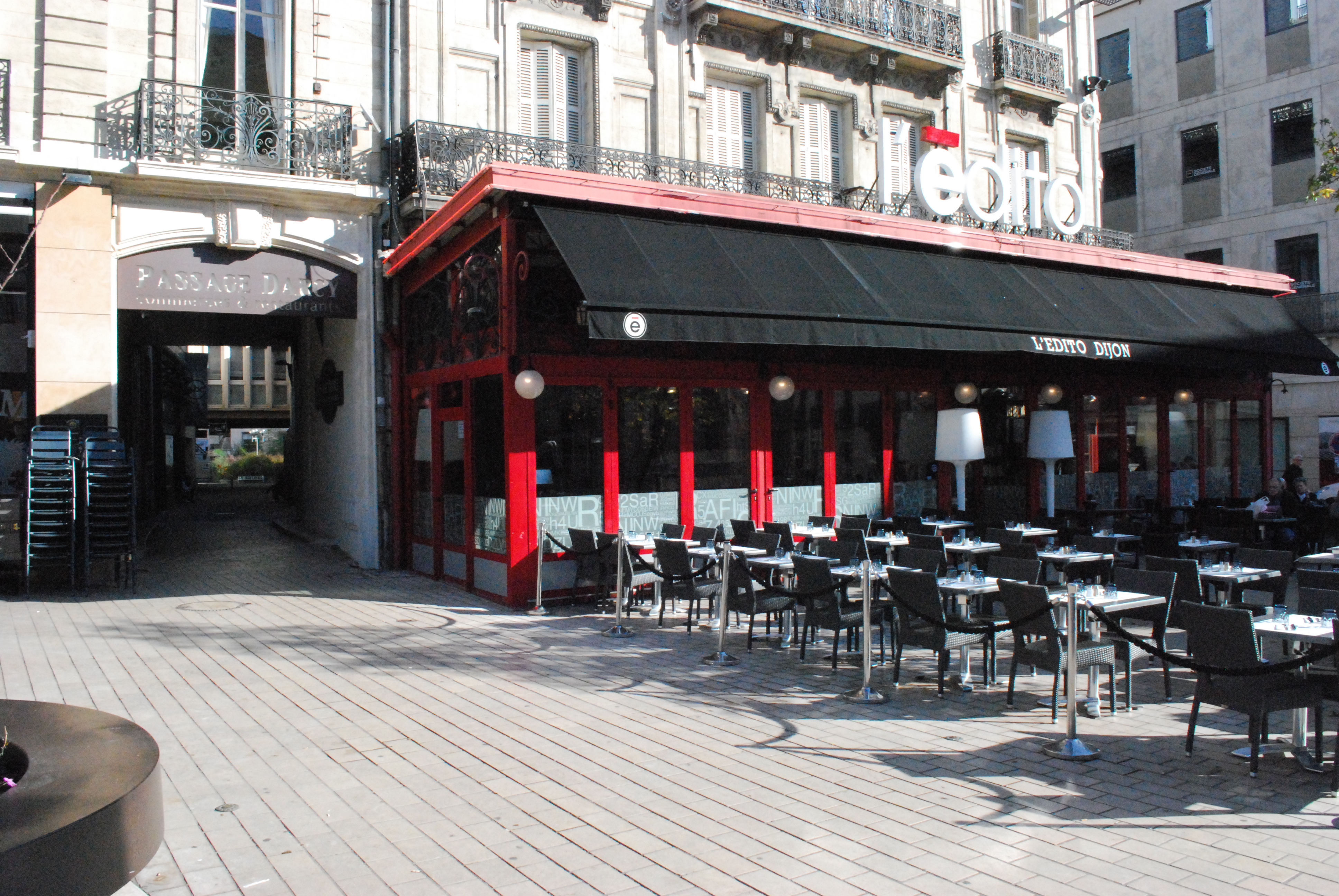
Le "Passage Darcy"
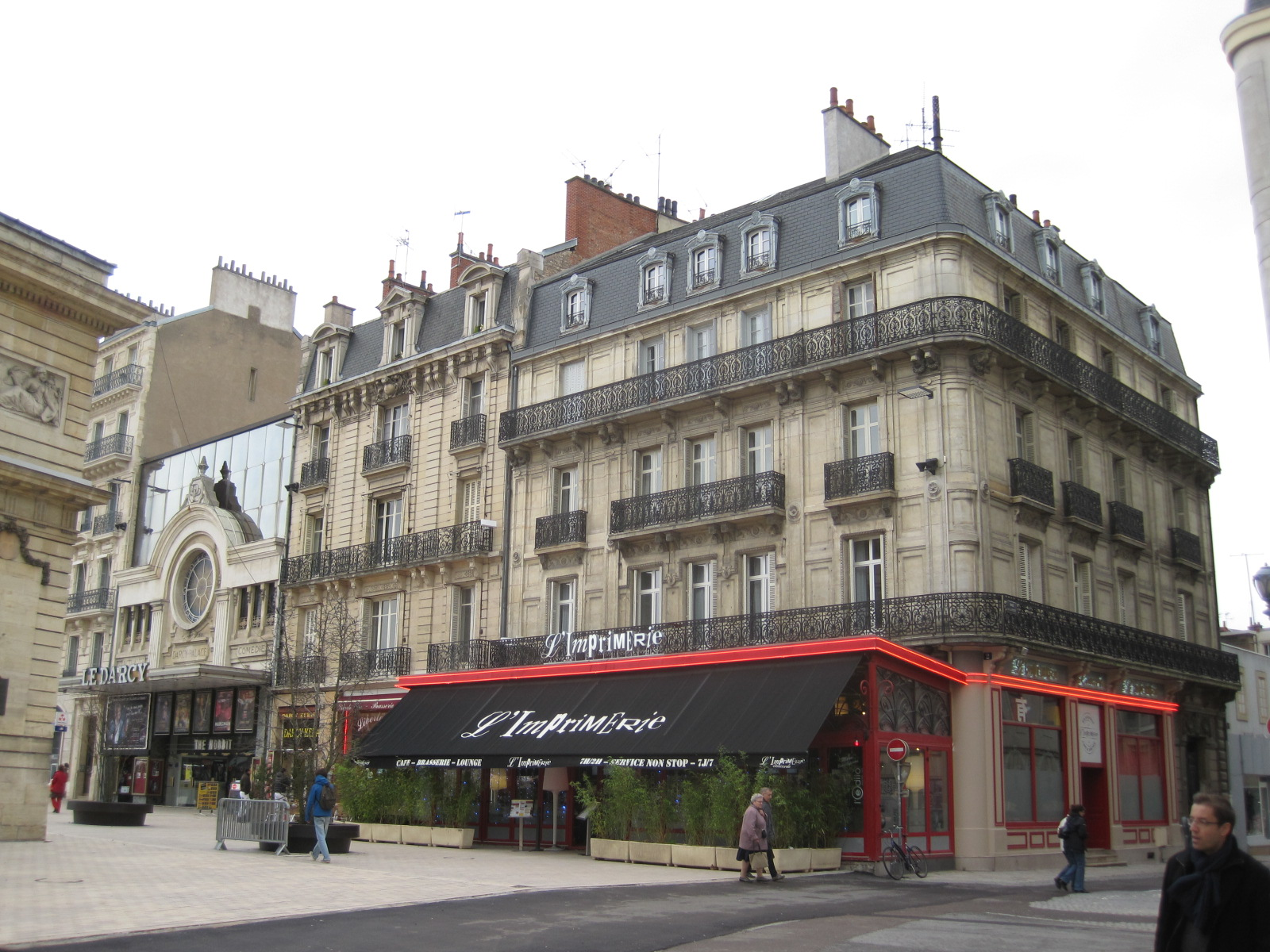
Immeuble abritant la Brasserie L'Edito
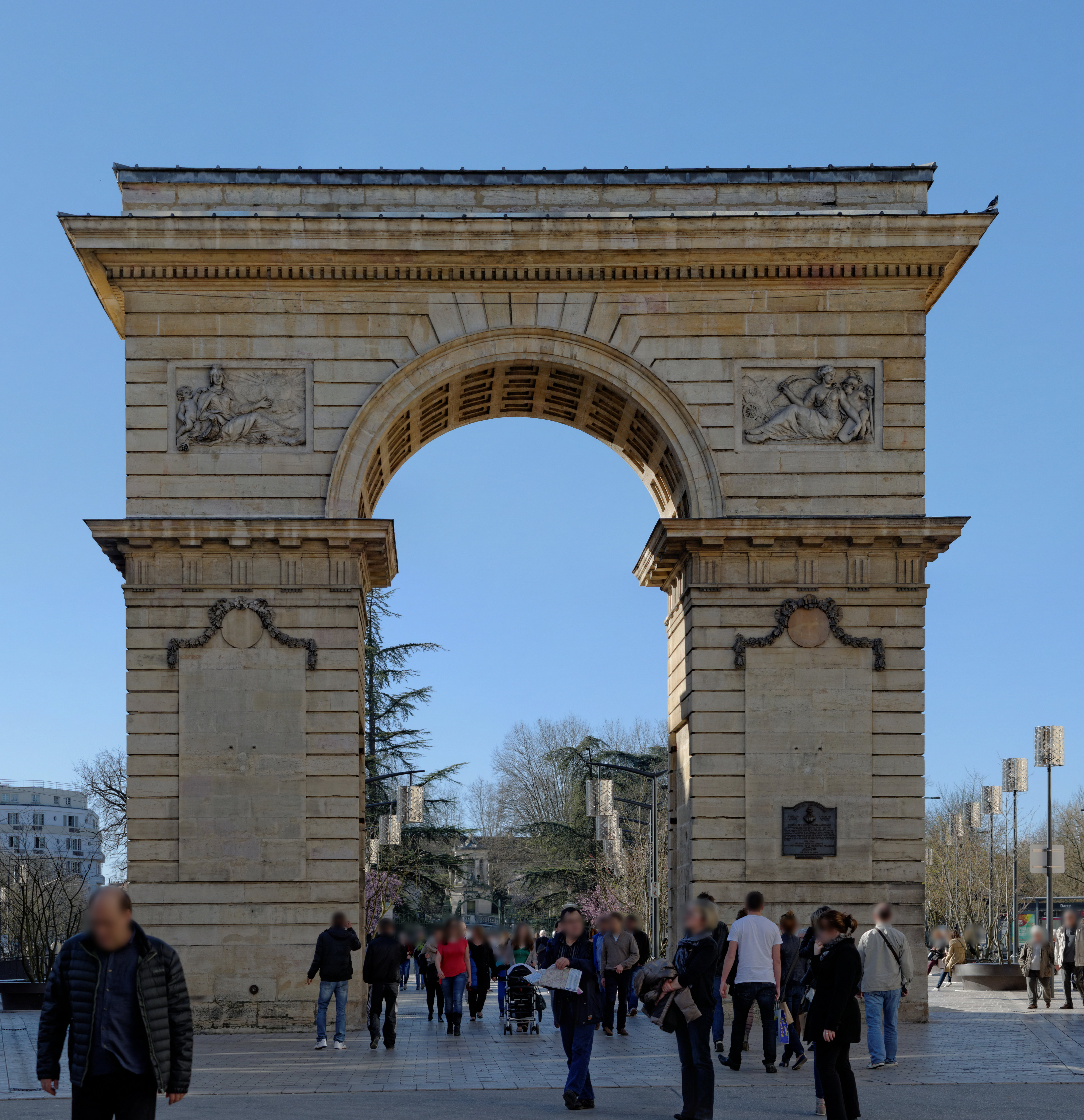
Porte Guillaume
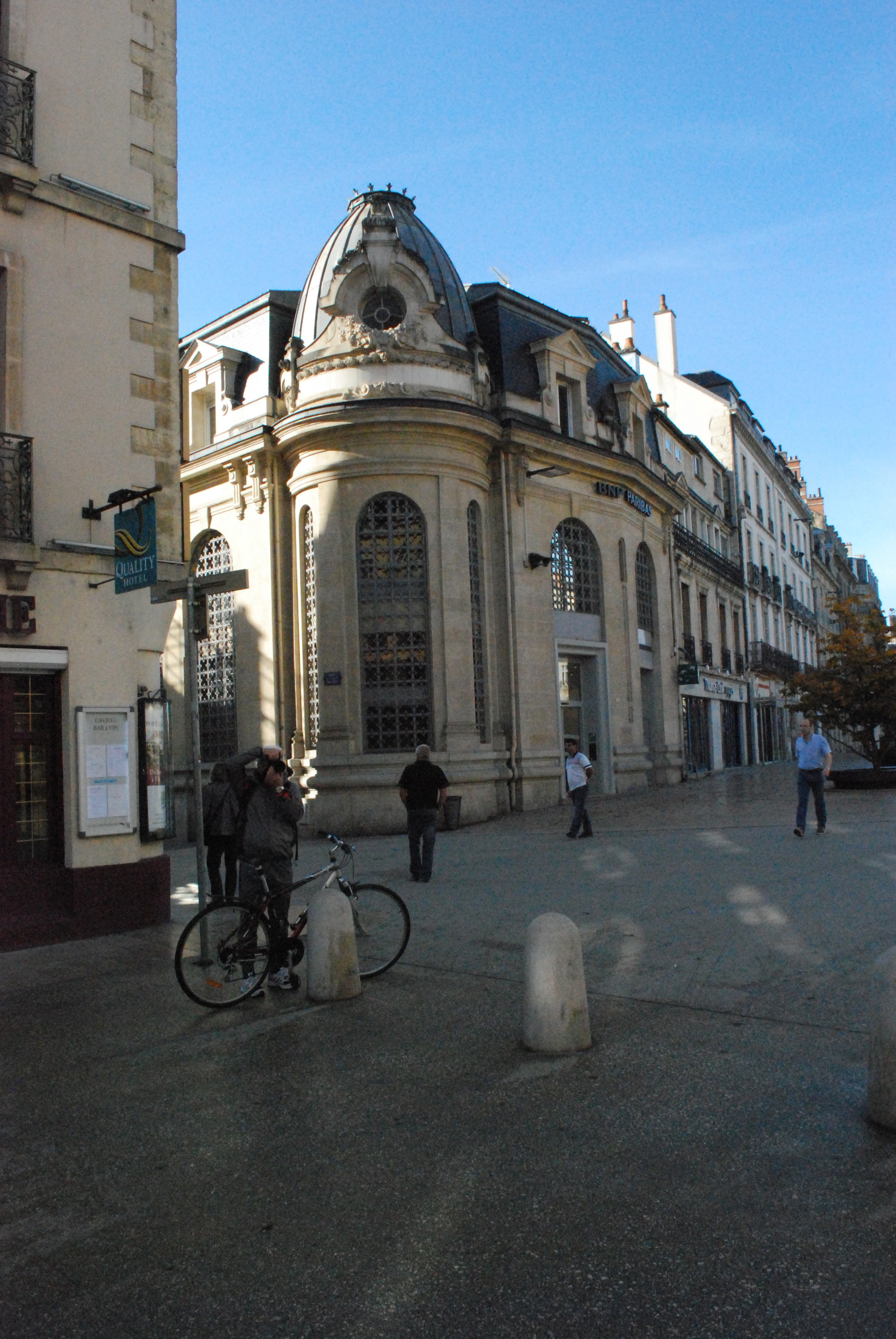
Immeuble construit en 1910 par Louis Perreau
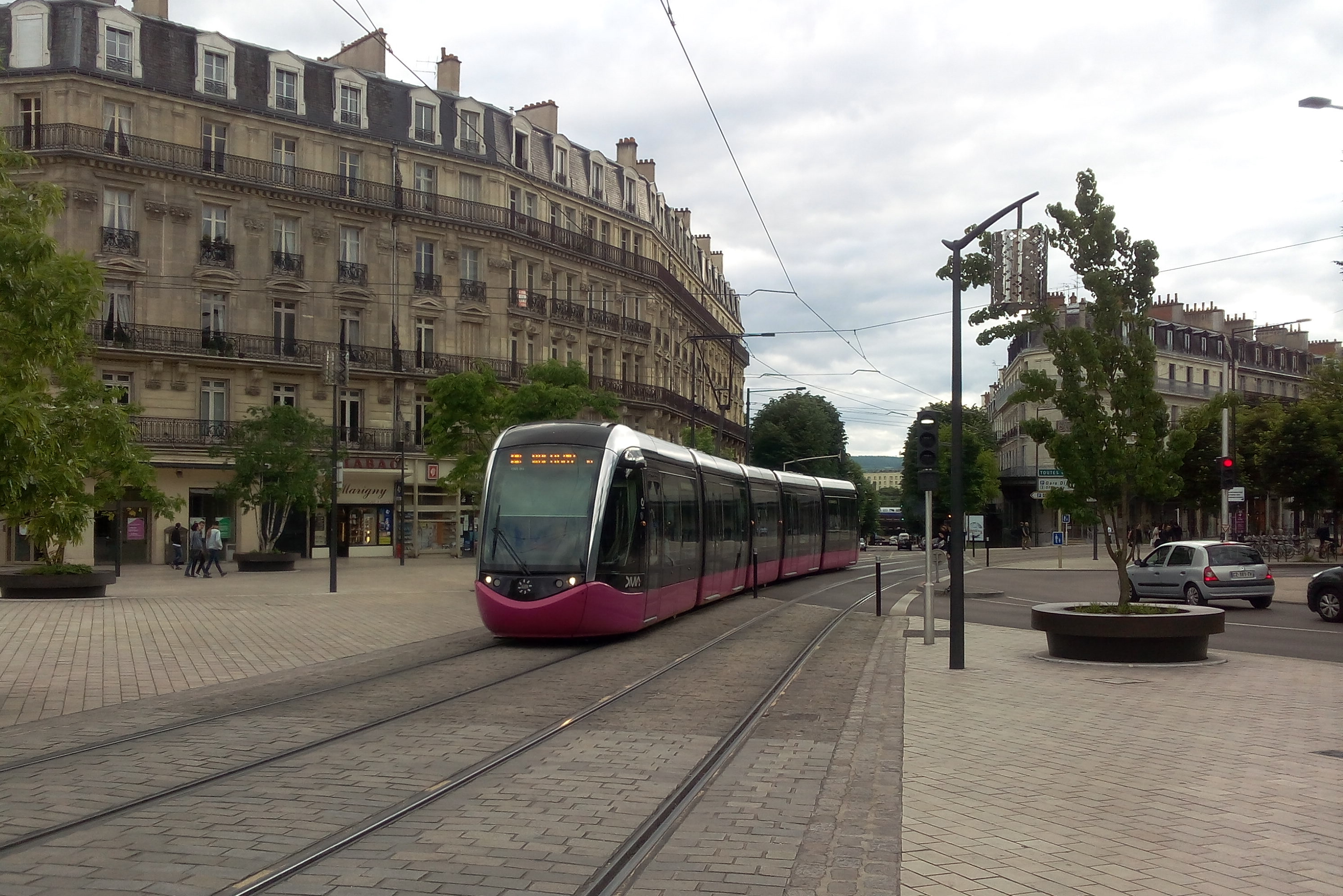
Immeuble haussmannien réalisé par les architectes Auguste Drouot et Abel Boudier
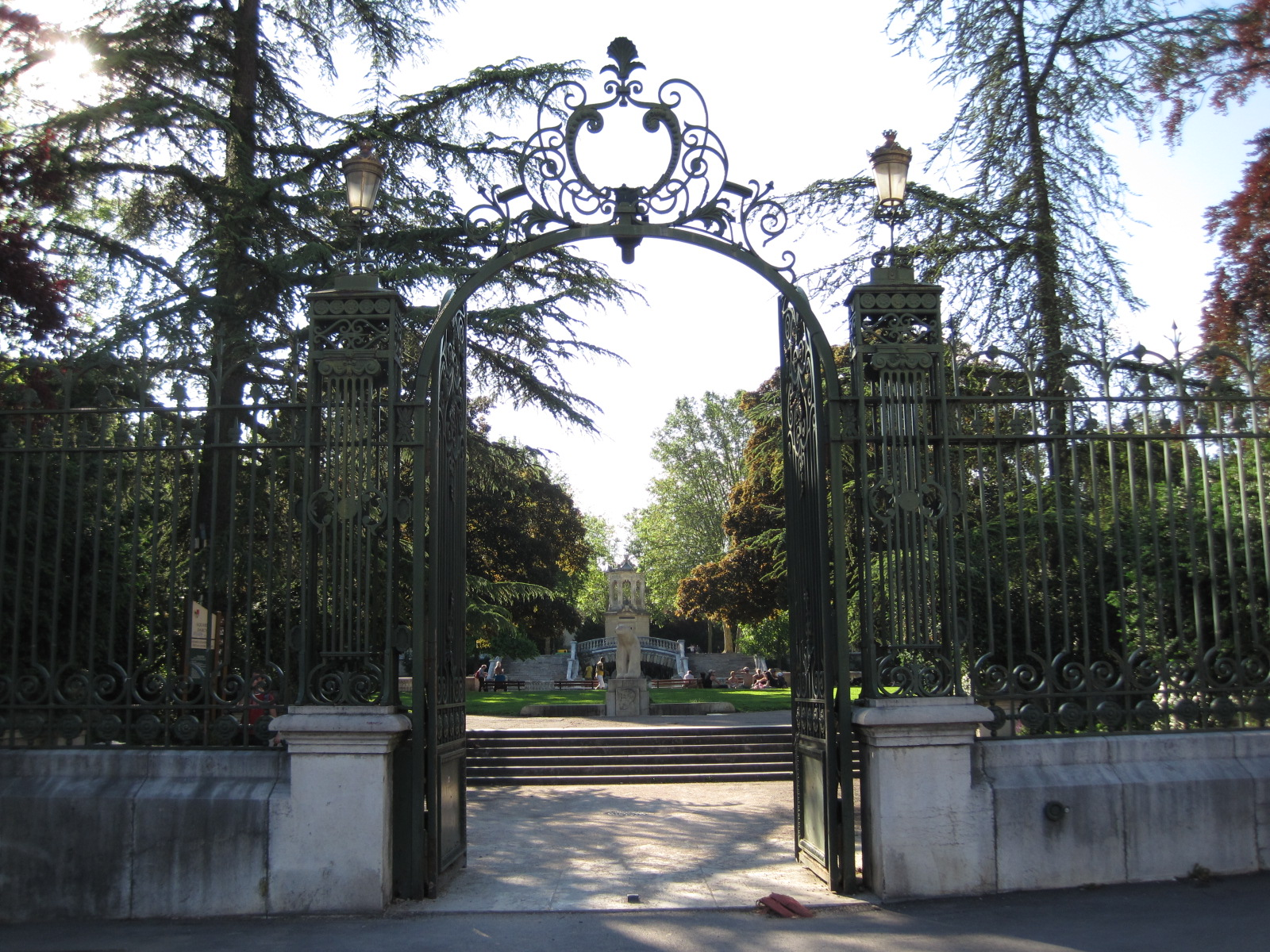
Jardin Darcy
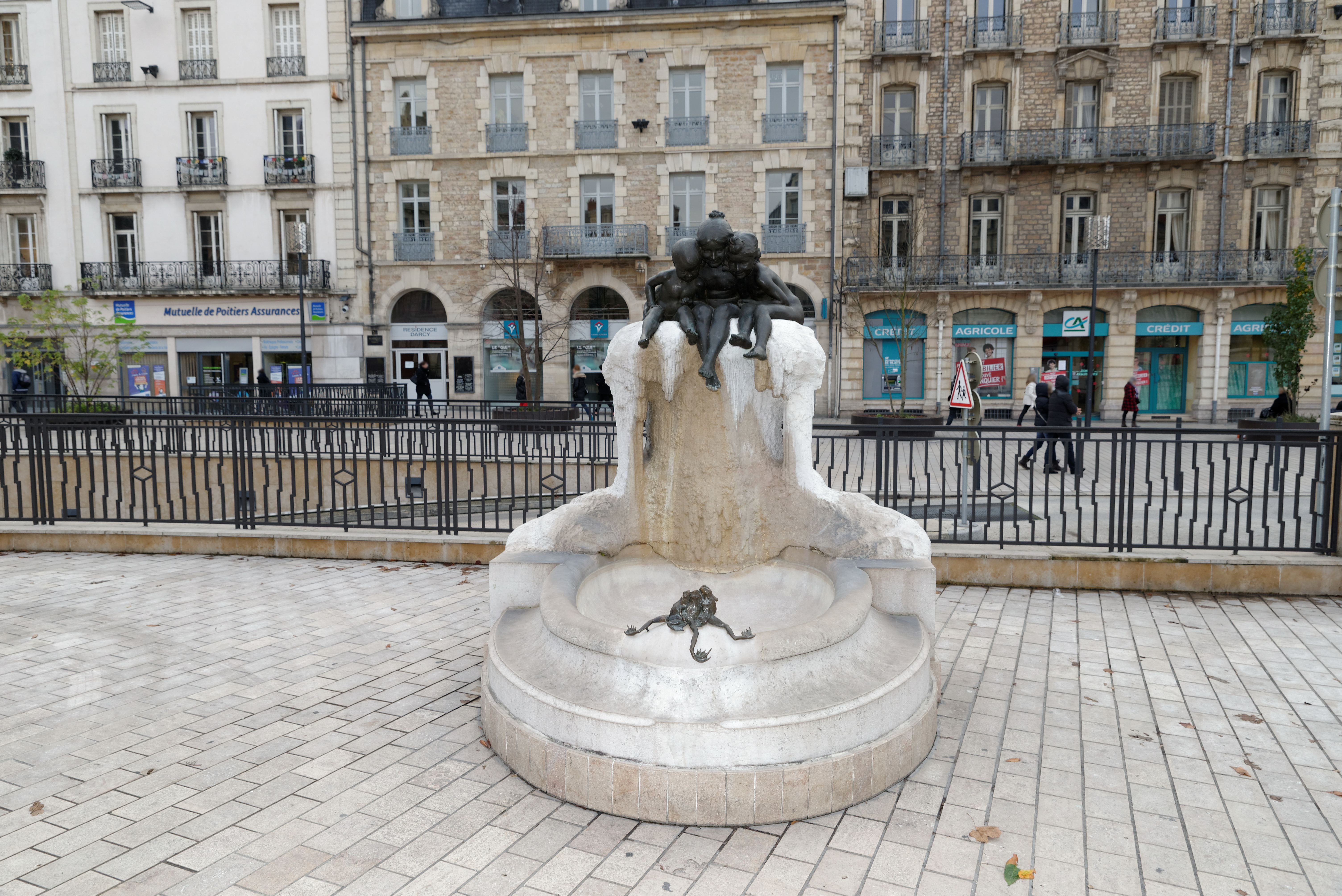
Fontaine Jeunesse de Max Blondat